# سینلاباخس
سینلاباخس دهستانی در استان آبیلای اسپانیا است.
در این دهستان ۲۱۳ نفر زندگی می‌کنند. مساحت این دهستان ۲۰٫۱۲ کیلومتر مربع است.